# Stichting Amersfoort in C

Logo

De Stichting Amersfoort in C is een samenwerkingsverband van de Amersfoortse culturele instellingen Museum Flehite, Kunsthal KAdE, het Mondriaanhuis en Architectuurcentrum FASadE. Amersfoort in C behoort tot de culturele basisinstellingen in Amersfoort zoals genoemd in het cultuurplan Amersfoort 2019-2022. In 2019 trokken de instellingen van Amersfoort in C samen 140.000 bezoekers.

## Geschiedenis
In 2007 fuseren stichting De Zonnehof/Armando Museum en Museum Flehite tot de Stichting Amersfoort in C. Museum Flehite moest sluiten omdat er asbest werd geconstateerd in het gebouw en het Armando Museum werd getroffen door een grote brand. In 2009 voegt de stichting het Mondriaanhuis zich bij Amersfoort in C en krijgt het Architectuurcentrum Amersfoort een plek in KAdE onder de naam KAdE Architectuurcentrum. In 2011 is het architectuurcentrum FASadE een op zichzelf staande organisatie binnen Stichting Amersfoort in C, waaronder dan ook het Mondriaanhuis, Kunsthal KAdE en museum Flehite vallen. 
In 2013 stond Amersfoort in C er financieel niet goed voor. In de Amersfoortse gemeenteraad werden hierover vragen gesteld. Sinds 2014 is Paul Baltus algemeen directeur van Amersfoort in C. In 2020 werd een plan gepresenteerd om Museum Flehite en de Elleboogkerk met pastorie samen te laten gaan in één nieuwe instelling: Museum Amersfoort NL.

## CollectieCentrum Nederland
Het Nederlands Openluchtmuseum, Museum Paleis Het Loo, het Rijksmuseum en de Rijksdienst voor het Cultureel Erfgoed hebben een gezamenlijk depot gebouwd voor hun rijkscollecties in Amersfoort (Vathorst): CollectieCentrum Nederland (CC NL). Kunsthal KadE zal tentoonstellingen organiseren met bruiklenen uit het CCNL-depot. Amersfoort in C en CC NL tekenden een intentieverklaring om vanaf 2020 de collectie van CC NL zichtbaar te maken in Amersfoort.

## Bestuur
Op 1 januari 2021 heeft het bestuur de volgende samenstelling:
- Dhr. H. Rimmelzwaan, penningmeester
- Dhr. J.P.C. Obbink, secretaris
- Mw. V. van Weissenbruch, lid
- Mw. C.E.P.M. Herben, lid
- Dhr. H.J.F. Razenberg, voorzitter

## Directie
Op 1 januari 2021 heeft de directie de volgende samenstelling:
- Paul  Baltus, directeur
- Onno Maurer, hoofd Museum Flehite
- Paul Baltus, hoofd Mondriaanhuis
- Robbert Roos, hoofd Kunsthal KAdE
- Irene Edzes, programmamaker FASadE